# Villamayor de Campos (kommunhuvudort)
Villamayor de Campos är en kommunhuvudort i Spanien.   Den ligger i provinsen Provincia de Zamora och regionen Kastilien och Leon, i den nordvästra delen av landet, 210 km nordväst om huvudstaden Madrid. Villamayor de Campos ligger 696 meter över havet och antalet invånare är 477.
Terrängen runt Villamayor de Campos är huvudsakligen platt. Villamayor de Campos ligger nere i en dal. Runt Villamayor de Campos är det glesbefolkat, med 8 invånare per kvadratkilometer. Närmaste större samhälle är Villalpando, 5,7 km sydväst om Villamayor de Campos. Trakten runt Villamayor de Campos består till största delen av jordbruksmark.